# Атсиз ібн Увак
Атси́з (? — 1078) — полководець Сельджуцької імперії. Емір Дамаску й Палестини (1076—1078). Служив султанові Малікшаху І. Воював проти Візантії і Фатимідського халіфату. Здобув Єрусалим та поруйнував його (1073). Жорстоко придушив Єрусалимське анти-сельджуцьке повстання (1077). Страчений у Дамаску за наказом Тутуша. Прізвисько — Хорезмі́єць (араб. الخوارزمي, Atsīz al-Ḫwārizmī).

## Імена
- Атси́з (араб. أتسز, Atsīz) — власне особове ім'я.
- Атси́з ібн Увак (араб. أتسز بن اوق الخوارزمي, Atsīz ibn Uwaq ; «Атсиз, син Увака; Атсиз Увакович») — з патронімом.
  - Атси́з ібн Абак (Atsiz ibn Abaq; «Атсиз, син Абака») — варіант у джерелах.
  - Атси́з ібн Ок (Atsiz ibn Oq; «Атсиз, син Ока»)  — варіант у джерелах.
- Атсиз Хорезмієць (араб. أتسز الخوارزمي, Atsīz al-Ḫwārizmī, Атсиз аль-Хварізмі) — з прізвиськом.

## Біографія
Ймовірно походив з огузького племені їва. Наприкінці 1060-х років разом з вождем іншого огузького племені Курлу очолив рух 3-4 тис. кибиток огузів до Палестини. Вони заснували навколо міста Рамла державне утворення, що визнавало зверхність Сельджуцької імперії.
У 1070 році після смерті Курлу став одноосібним правителем. Протягом року підкорив південну Сирію, а 1073 року зайняв Єрусалим, куди переніс свою столицю. Тут оголосив себе еміром. Формально визнавав владу султана Великих Сельджуків та багдадського халіфа.
У 1071 і 1073 роках двічі намагався захопити Дамаск, проте марно. Зрештою у липні 1076 року Атсизу вдалося це зробити. Намісник (емір) Фатимідського халіфату — Зейн аль-Даула Цінтісар — втік до Каїра.  В свою чергу Атсиз ібн Увак наказав розпочати спорудження цитаделі в Дамаску.
Слідом за цим рушив на підкорення Єгипту, але 1077 року зазнав поразки у битві біля Каїру від халіфа Мустансира.
1077 року жорстоко придушив Єрусалимське повстання проти панування турків-сельджуків. Незабаром втратив Палестину й опинився в облозі в Дамаску. Того ж року до Дамаску прибув Тутуш, брат Малік-шаха I, султана Великих Сельджуків, який допоміг зняти облогу, а 1078 року наказав стратити Атсиза.